# 第8独立山岳強襲大隊 (ウクライナ陸軍)
第8独立山岳強襲大隊（だい8どくりつさんがくきょうしゅうだいたい、ウクライナ語: 8-й окремий гірсько-штурмовий батальйон）は、ウクライナ陸軍の大隊のひとつ。第10独立山岳強襲旅団隷下。

## 概要

### ドンバス戦争

#### ウクライナ領土防衛大隊

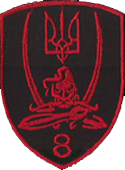
第8ポジーリャ領土防衛大隊

2014年3月26日、ドンバス戦争の影響に伴い、義勇軍ウクライナ領土防衛大隊の第8ポジーリャ領土防衛大隊として、チェルニウツィー州の行政支援を受け、チェルニウツィーで創設された。
2014年6月から、ドンバス戦争に投入され、南部ザポリージャ州の検問所に配備された。

#### ウクライナ陸軍
2014年11月、ウクライナ陸軍に編入し、リヴィウ州駐屯の第24独立機械化旅団隷下に配属され、第8独立自動車化歩兵大隊に改編した。
2016年1月、新編されたイヴァーノ＝フランキーウシク州駐屯の第10独立山岳強襲旅団隷下に転属され、第8独立山岳強襲大隊に改編した。
2018年8月24日、ペトロ・ポロシェンコ大統領から、第108独立山岳強襲大隊、第109独立山岳強襲大隊と共に軍旗を授与され、 第10独立山岳強襲旅団がウクライナ軍で隷下の全独立部隊が軍旗を授与された初めての部隊となった。

### ロシアのウクライナ侵攻

#### 北部キーウの戦い
2022年2月24日から、ロシアのウクライナ侵攻では、北部キーウ州に配備され、4月にロシア軍はキーウ州から撤退した。

#### 北部チェルニーヒウの戦い
2022年4月、北部チェルニーヒウ州チェルニーヒウに配備され、4月にロシア軍はチェルニーヒウから撤退した。

## 編制
- 大隊本部（チェルニウツィー）
- 第1中隊
- 第2中隊
- 第3中隊
- 迫撃砲中隊
- 対空砲小隊
- 偵察小隊
- 工兵小隊
- 後方支援隊